# Simple Machines Forum
Simple Machines Forum (abreviado como SMF) é uma aplicação open source de fóruns. O software é escrito em PHP e usa uma base de dados MySQL, no entanto o suporte de outros tipos está a ser desenvolvido para a versão 2.0. O SMF é desenvolvido pela equipa de desenvolvimento do Simple Machines.

## História
O SMF foi criado para substituir o software de fórum YaBB SE, que na época estava a ganhar má reputação por causa de problemas com o seu antepassado baseado em Perl[carece de fontes?]. Na época, foi atribuída ao YaBB problemas de alocação de recursos em muitos sistemas. O YaBB SE foi escrito como uma versão PHP do YaBB, e tinha muitos dos mesmos recursos e problemas de segurança das versões mais antigas. Joseph Fung e Jeff Lewis da Lewis Media Inc., os proprietários do YaBB SE e os donos originais do SMF, tomaram a decisão de se converter a uma nova marca e nome.
O SMF começou como um pequeno projeto com o nome de "[Unknown]" (um dos desenvolvedores do YaBB SE) e sua principal intenção era adicionar templates mais avançadas para o YaBB SE. O projecto, em seguida, cresceu lentamente adicionando pedidos frequentes, problemas de eficiência, e as preocupações de segurança. Uma nova versão do YaBB SE esteve em desenvolvimento durante vários anos, mas foi substituída por este projecto. O interesse no novo YaBB provocou uma reescrita completa do código, com segurança e desempenho em mente. Isto tornou-se o Simple Machines Forum de hoje. O lançamento do primeiro SMF foi o SMF 1.0 Beta 1, lançado em 30 de Setembro de 2003 apenas para membros Charter.
A 23 de outubro de 2006, a Simple Machines LLC foi registada no estado do Arizona, e a transferência de direitos autorais da Lewis Media para a Simple Machines LLC foi concluída a 24 de novembro de 2006 durante um retiro de três dias em Tucson. Isso foi feito para a "[solidificação do] empenho da equipa para fornecer continuamente software livre, sem a percepção dos riscos da influência corporativa"

## Futuro
A 8 de Abril de 2007, o Simple Machines anunciou o lançamento da sua próxima versão: o SMF 2.0. O SMF 2.0 está em desenvolvimento junto com SMF 1.1 Desde Dezembro de 2005. Esta versão possui muitos recursos novos, tais como:
- Abstracção de base de dados - com suporte para PostgreSQL e SQLite planeado, ao lado do MySQL.
- A instalação automática de pacotes em temas que não apenas o padrão.
- Modelos e-mail para simplificar a personalização de e-mails do fórum.
- Centro de moderação - para permitir a aprovação de conteúdo do usuário antes que ele seja tornado público.
- O sistema de advertência do usuário.
- Editor WYSIWYG para fornecer uma interface de usuário intuitiva para os usuários não familiarizados com o BBCode.
- Definições avançadas para permitir que o administrador de um fórum possa controlar melhor o conteúdo das assinaturas dos usuários.
- Uso do OpenID.

O primeiro beta público do SMF 2.0 foi lançado na segunda-feira, 17 de Março de 2008.

## Localização
SMF está disponível em 47 idiomas. O SMF também está a ser traduzido para outros 30 idiomas, graças a uma ferramenta online chamada Language Editor, disponível para os tradutores oficiais do software SMF. Codificações UTF-8 e não-UTF-8 estão disponíveis para todas as versões.

## Modificações
O SMF tem um repositório base de modificações para hospedagem gratuita de modificações e acompanhamento através do site principal do Simple Machines. Muitas alterações, ou "mods", como são normalmente chamados, foram criados e distribuídos gratuitamente, incluindo um arcade, Helpdesk, adições ao perfil, galeria, filtro de spam, SEO, e muitos mais. Antes de ser listada no Mod site do SMF, o mod é validado pela Equipa SMF, para garantir que cumpre as orientações de código do SMF.

## A Equipa SMF
A Equipa Simple Machines inclui developers, customizers, documentação, internacionalização, marketing, gestão de divisões. A equipa de suporte do SMF e os usuários fornecem suporte gratuito nos fóruns da comunidade oficial. As suas atribuições incluem ajudar os proprietários de fóruns na resolução de troubleshooting e otimização.

## Charter Members
As pessoas que desejam apoiar o Simple Machines com uma doação de 49.95 USD anuais são recompensados com um Charter Membership. Isso dá acesso a uma secção escondida no fórum e versões beta para teste antes de ir a público. Suporte avançado para SMF, incluindo instalação e upgrades pela equipa também são fornecidos. Charter Members também têm acesso a um Helpdesk privado, composto por pela equipa de suporte do Simple Machines Support onde podem receber apoio fora do fórum público.

## SMF e o software livre
O SMF é por vezes criticado por não estar disponível sob uma licença de software livre, os desenvolvedores reconhecem isso. A redistribuição do software, mesmo modificado, não é permitida sem autorização por escrito. O código fonte não é redistribuível, embora seja permitida a distribuição de instruções sobre como modificá-lo. A resposta oficial é:
Às vezes as pessoas perguntam-nos: "Por que se importam que as pessoas estão redistribuam?" E a razão é que, embora acreditamos em retribuir à comunidade Open Source, também acreditamos que os voluntários que compõem este projecto merecem o crédito. Em cima disso, a redistribuição ilimitada pode levar a confusão sobre as versões suportadas.— Simple Machines LLC